# Termidorianie
Termidorianie – uczestnicy przewrotu dokonanego w Konwencie paryskim 27 lipca 1794 (dokładnie 9 thermidora roku II - według kalendarza rewolucyjnego) i obalenia dyktatury jakobinów. Ich przywódcą był Jean Lambert Tallien.
Rząd termidorianów zdelegalizował klub jakobinów i zniósł Komitet Ocalenia Publicznego. Sam uległ likwidacji po przyjęciu przez Konwent nowej konstytucji 22 sierpnia 1795.